# Дурби
Дурби (фр. Dourbies) насеље је и општина у јужној Француској у региону Лангдок-Русијон, у департману Гар која припада префектури Виган.
По подацима из 2011. године у општини је живело 180 становника, а густина насељености је износила 2,96 становника/km². Општина се простире на површини од 60,88 km². Налази се на средњој надморској висини од 913 метара (максималној 1.440 m, а минималној 621 m).

## Демографија
| 1962. | 1968. | 1975. | 1982. | 1990. | 1999. | 2011. |
| ----- | ----- | ----- | ----- | ----- | ----- | ----- |
| 233   | 308   | 251   | 223   | 213   | 204   | 180   |

График промене броја становника у току последњих година